# Kalgoorlie-Boulder
Kalgoorlie-Boulder, conhecida também como Kalgoorlie, é uma cidade da região de Goldfields-Esperance de Austrália Ocidental, e está localizado 595 km a leste-nordeste da capital do estado Perth no final da Great Eastern Highway. A cidade foi fundada em 1893 durante a corrida do ouro de Goldfields-Yilgarn.